# Deutsche Edelsteinstraße

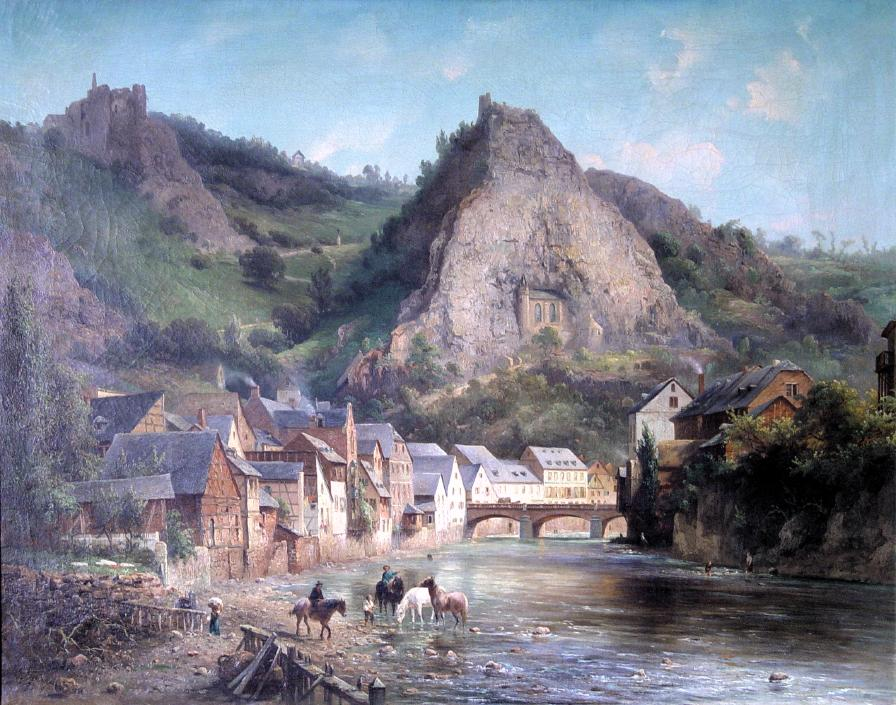
Ansicht von Oberstein, ca. 1875.

Die Deutsche Edelsteinstraße ist eine rund 70 Kilometer lange Themenstraße rund um Idar-Oberstein an der Nahe, die Orte und Landschaften verbindet, die von der Edelsteinbearbeitung und -gewinnung geprägt sind. An der Straße laden viele kleine Betriebe zur Besichtigung und zum Verkauf ein. Ebenso gibt es kleine Museen und Museumsstollen, in denen Achat gewonnen wurde.
Die Straße entstand 1974.

## Verlauf der Deutschen Edelsteinstraße

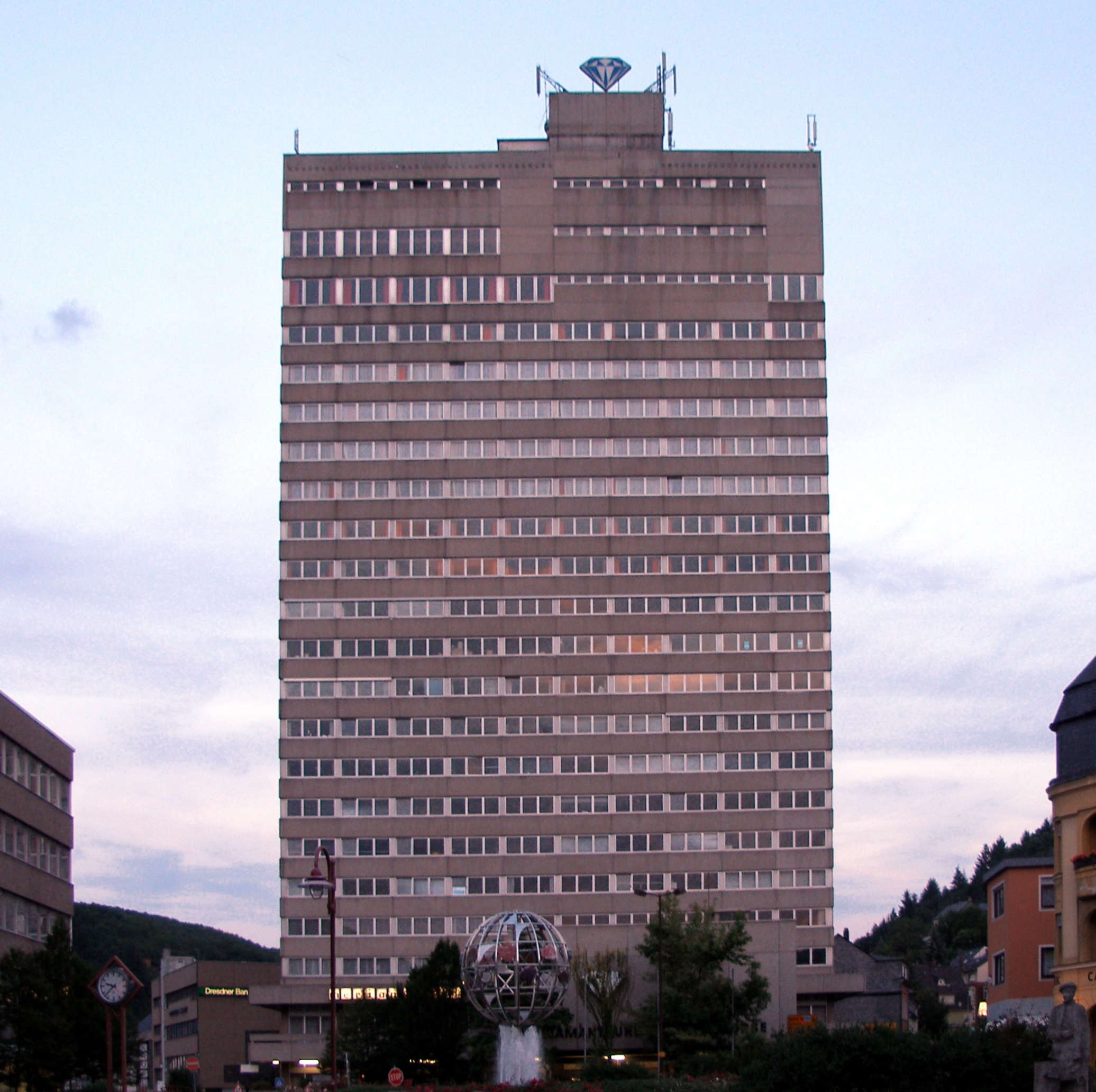
Börsenhochhaus in Idar-Oberstein

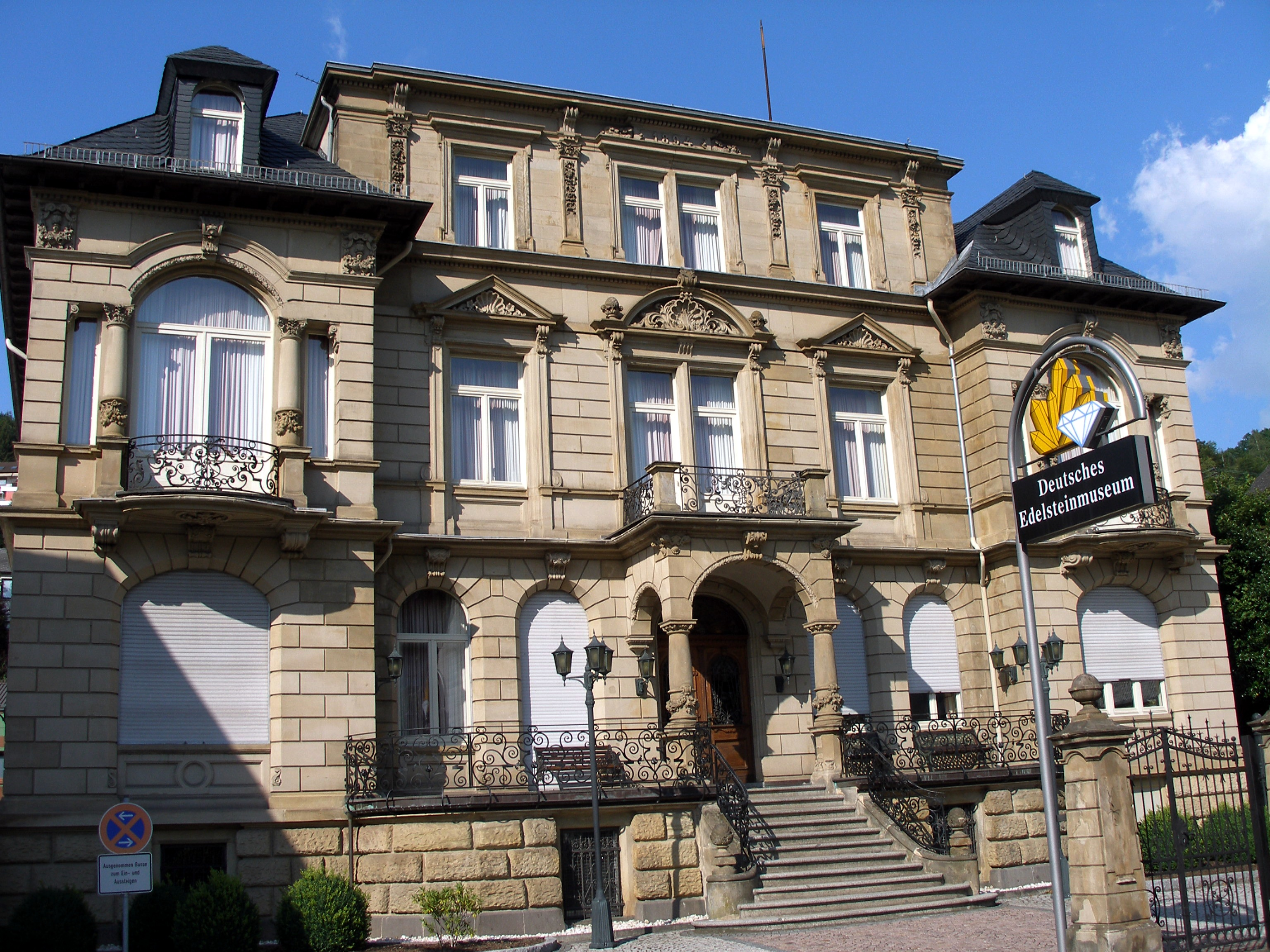
Deutsches Edelsteinmuseum

Die Edelsteinstraße führt von Idar-Oberstein in zwei Schleifen (große und kleine Schleife) rund um die Stadt zu den verschiedenen Sehenswürdigkeiten und historischen Stätten der Edelsteinbearbeitung, vorbei an vielen kleinen Manufakturen und Händlern. Die große Rundstrecke, markiert durch einen stilisierten Diamanten, führt über Idar-Oberstein (Deutsches Edelsteinmuseum, Deutsche Edelsteinbörse), Fischbach (Kupferbergwerk, Bergbaurundweg) nach Herrstein, Schauren, Allenbach, Kirschweiler (viele Edelsteinbetriebe und Hobbyschleifereien, Edelsteinbrunnen), Hettenrodt, Rötsweiler-Nockenthal, Algenrodt (Edelsteinminen Steinkaulenberg) zurück nach Idar-Oberstein.
Die Region der Deutschen Edelsteinstraße ist vor allem auf den Wandertourismus spezialisiert. Durch große Teile verläuft der Saar-Hunsrück-Steig. In Idar-Oberstein verläuft ein ca. 10 km langer und als Traumschleife ausgezeichneter Wanderweg der Nahe-Felsen-Weg. In Hintertiefenbach beginnt der ca. 20 km lange Kupfer-Jaspis-Pfad. Um die Gemeinde Herrstein verläuft der ca. 9 km lange Mittelalterpfad, der 2010 als Deutschlands schönster Wanderweg ausgezeichnet wurde. Entlang der Steinbachtalsperre kreuzt der Köhlerpfad die Gemeinden Sensweiler und Langweiler (bei Idar-Oberstein). In Veitsrodt besteht ein Wanderweg namens Steinernes Gästebuch, auf dem sich prominente Besucher der Edelsteinstraße verewigt haben. In Kempfeld liegt das Wildfreigehege Wildenburg in dem zahlreiche Wildtiere besucht werden können, darunter auch Wölfe.

## Edelsteinkönigin
Die deutsche Edelsteinkönigin ist Repräsentantin der Deutschen Edelsteinstraße und der in der Umgebung der Stadt Idar-Oberstein ansässigen Edelstein- und Schmuckbranche. Sie wird für zwei Jahre gewählt und kann nicht wiedergewählt werden.

### Kriterien zur Wahl
Bewerberinnen zur Wahl der deutschen Edelsteinkönigin sind Frauen ab dem Alter von 18 Jahren. Sie sollten in der Region der Deutschen Edelsteinstraße wohnen und sich für Edelsteine und das Edelsteinhandwerk interessieren. Zeitliche Verfügbarkeit und die Bereitschaft, ihre Heimat zu repräsentieren, sind notwendig.

### Insignien
Zu den Insignien der Edelsteinkönigin gehören das Goldcollier mit dem Signet der Deutschen Edelsteinstraße und die Krone. 1998 wurde der Kopfschmuck neu als Diadem gestaltet. Es besteht aus 165 Gramm Gelbgold und hat eine verstellbare Tragemechanik. Es enthält außerdem mehrere wertvolle Edelsteine, darunter einen trapezförmig geschliffenen Aquamarin, zwei Citrinen und zehn Amethyste. Der Anhänger an der Stirn ist mit Blautopasen und Brillanten besetzt. Dazu wird eine Schärpe, bei besonders festlichen Anlässen auch ein Ornat, getragen. An der Anfertigung des Diadems waren viele namhafte Firmen der Region beteiligt.

### Die Edelsteinköniginnen seit 1976
| - 1976–1978 Ellen Goedecke - 1978–1980 Karin Laudes - 1980–1982 Marion Günther - 1982–1984 Christine Rudy - 1984–1986 Carla Müller - 1986–1988 Ramona Schmidt - 1988–1990 Judith Klein - 1990–1992 Nicole Köster | - 1992–1994 Kerstin Huth - 1994–1996 Anja Luckenbach - 1996–1998 Sabine Gordner - 1998–2000 Nadine Härter - 2000–2002 Susanne Nebert - 2002–2004 Sonja Drachenberg - 2004–2006 Rebekka Mildenberger - 2006–2008 Carolin Schmäler | - 2008–2010 Carina Leyser - 2010–2012 Julia Heß - 2012–2014 Magdalena Meng - 2014–2016 Sonja Mzyk - 2016–2018 Anna-Lena Märker - 2018–2022 Bettina Reiter - 2022–2024 Cécile Elligsen - seit 2024 Vivian Heidrich |